# Boidinia peroxydata
Boidinia peroxydata är en svampart som först beskrevs av Rick, och fick sitt nu gällande namn av Hjortstam & Ryvarden 1988. Boidinia peroxydata ingår i släktet Boidinia och familjen kremlor och riskor.   Inga underarter finns listade i Catalogue of Life.